# Marije Joling
Marije Joling (ur. 30 września 1987 w Assen) – holenderska łyżwiarka szybka, dwukrotna medalistka mistrzostw świata.

## Kariera
W zawodach Pucharu Świata Marije Joling zadebiutowała 13 listopada 2010 roku w Heerenveen, zajmując dwunaste miejsce w wyścigu na 3000 m. Na podium po raz pierwszy stanęła 15 listopada 2014 roku w Obihiro, kiedy wspólnie z Jorien Voorhuis i Ireen Wüst zajęła drugie miejsce w biegu drużynowym. Pierwsze indywidualne podium wywalczyła 25 listopada 2012 roku w Kołomnie, gdzie była trzecia na 3000 m. W zawodach tych wyprzedziły ją jedynie Niemka Claudia Pechstein oraz Czeszka Martina Sáblíková. W tej samej konkurencji była także druga za Ireen Wüst 5 grudnia 2014 roku w Berlinie. 15 listopada 2014 roku w Obihiro i 6 grudnia 2014 roku w Berlinie wspólnie z koleżankami zwyciężała w biegu drużynowym.
W styczniu 2014 roku wystąpiła na mistrzostwach Europy w wieloboju w Hamar, kończąc rywalizację na ósmej pozycji. Najlepszy wynik osiągnęła w biegu na 3000 m, który ukończyła na czwartym miejscu.